# SO女 (Repackage Edition)
『SO女(Repackage Edition)』は、韓国におけるRAINBOWの2ndミニアルバムである『SO女』のリ・パッケージ版である。2011年6月22日に発売された。
ミニアルバムと銘打ってあるものの、「Sweet Dream」以外はアレンジを一部変更した既出の作品であり、収録作品も実質３曲ということでマキシシングル的な色合いが強い。

## 収録曲
1. Sweet Dream
2. Kiss (Acoustic Ver.)
3. To Me (내게로..) / To Me (私には..)
4. To Me (Club Ver.)
5. Sweet Dream [Instrumental]